# Eupatorium jenssenii
Eupatorium jenssenii là một loài thực vật có hoa trong họ Cúc. Loài này được Urb. mô tả khoa học đầu tiên năm 1922.